# Carpodectes nitidus
Carpodectes nitidus е вид птица от семейство Cotingidae.

## Разпространение
Видът е разпространен в Коста Рика, Гватемала, Хондурас, Никарагуа и Панама.